# Hemerobius trifasciatus
Hemerobius trifasciatus är en insektsart som beskrevs av Navás 1932. Hemerobius trifasciatus ingår i släktet Hemerobius och familjen florsländor. Inga underarter finns listade i Catalogue of Life.